# Biryani
Biryani (/bɪrˈjɑːni/) és un plat d'arròs originari de la comunitat musulmana del subcontinent indi. S'elabora amb espècies i carn de pollastre, cabra, xai, gambes, peix i, de vegades, ou bullit o patata en algunes varietats regionals.
El biryani és popular a tot el subcontinent indi, així com entre la diàspora de la regió. Ha guanyat popularitat al sud de l'Índia, especialment a Kerala, Karnataka, Tamil Nadu, Andhra Pradesh i Telangana. També es prepara en altres regions com el Kurdistan Iraquià. És també el plat més sol·licitat als serveis de comanda per a emportar de l'Índia.

## Ingredients

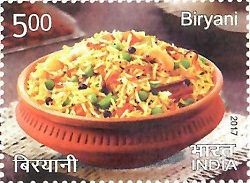
Biryani representat en un segell de l'Índia del 2017

Els ingredients per al biryani varien segons la regió i el tipus de carn i verdures utilitzades. La carn (de pollastre, cabra, vedella, xai, gambes o peix) és l'ingredient principal amb l'arròs. El blat de moro s'utilitza segons la temporada i la disponibilitat. El navratan biryani acostuma a utilitzar ingredients més dolços com anacards o panses, i fruites com pomes i pinyes.
Les espècies i condiments utilitzats al biryani poden ser ghee (mantega clarificada), nou moscada, pebre, clau, cardamom, canyella, fulles de llorer, coriandre, fulles de menta, gingebre, ceba, tomàquet, bitxo, all o safrà.